# El Abayarde
El Abayarde é estreia álbum de estúdio do rapper porto-riquenho, Tego Calderón. O álbum foi lançado em 1 de novembro de 2002.

## Lista de músicas
| #  | Música             | Produtor(es)                             | Aparição especial(is) | Duração |
| -- | ------------------ | ---------------------------------------- | --------------------- | ------- |
| 1  | "Intro"            | Norgie Noriega                           |                       | 0:46    |
| 2  | "El Abayarde"      | Maestro                                  |                       | 3:22    |
| 3  | "Al Natural"       | Luny Tunes, Noriega                      |                       | 3:33    |
| 4  | "Poquito"          | Echo                                     |                       | 3:03    |
| 5  | "Pa' Que Retozen"  | DJ Joe                                   |                       | 2:31    |
| 6  | "Interlude"        | Bataklan, Carlos Calderón, Jomar Abrante |                       | 0:46    |
| 7  | "Loiza"            | DJ Adam                                  |                       | 3:10    |
| 8  | "No Me La Explota" | Coo-kee                                  | Eddie Dee             | 4:39    |
| 9  | "Interlude"        | Bataklan                                 |                       | 0:34    |
| 10 | "Guasa, Guasa"     | Luny Tunes, Noriega                      |                       | 4:00    |
| 11 | "Dominicana"       | DJ Nelson                                |                       | 4:12    |
| 12 | "Cambumbo"         | Coo-kee                                  |                       | 2:59    |
| 13 | "Salte del Medio"  | Maestro                                  |                       | 3:09    |
| 14 | "Tus Ojos"         | Maestro                                  | Maestro               | 3:59    |
| 15 | "Los Difuntos"     | Coo-kee, Maestro                         |                       | 3:05    |
| 16 | "Lleva y Trae"     | Luny Tunes, Noriega                      | Jessy                 | 3:31    |
| 17 | "Bonsai"           | DJ Adam                                  |                       | 3:05    |
| 18 | "Gracias"          | Echo                                     |                       | 4:24    |
| 19 | "Plante Bandera"   | Rey Peña, Willie Sotelo                  | Tempo Alomar          | 4:14    |